# 亨氏叉鼻蟾魚
亨氏叉鼻蟾魚（学名：Chatrabus hendersoni），為輻鰭魚綱蟾魚目蟾魚科的其中一種，分布於東南大西洋區的南非海域，棲息深度120-660公尺，本魚身體褐色，有三至四個深色的交叉條紋，頭部背面褐色，胸鰭橘黃色，尾部淡橘褐色，背鰭硬棘3枚;背鰭軟條20-23枚;臀鰭軟條17-18枚，體長可達22公分，為底棲性魚類。